# Ahl Ramel
Ahl Ramel (franska: Ahl Ramel (CR), Ahl Ramel (Commune Rurale), arabiska: توغمرت) är en kommun i Marocko.   Den ligger i provinsen Taroudannt och regionen Souss-Massa, i den centrala delen av landet, 500 km sydväst om huvudstaden Rabat. Antalet invånare är 8 277.